# 2025
2025 is een jaartal volgens de christelijke jaartelling. Het is een gewoon jaar dat op woensdag begint. Het Suikerfeest vindt dit jaar plaats op 30 maart, Pasen op 20 april, Hemelvaartsdag op 29 mei en Pinksteren op 8 juni.

## Gebeurtenissen
- Het jaar 2025 is voor het katholicisme een heilig jaar, zoals afgekondigd door paus Franciscus met de bul Spes non confundit.

### Januari
- 1 – In New Orleans, Verenigde Staten rijdt een man in de nieuwjaarsnacht met een pick-uptruck met hoge snelheid in op een menigte. Daarbij vallen 15 doden en 35 gewonden. De dader heeft een link met terreurgroep Islamitische Staat.[1]
- 1 – Voor de ingang van het Trump Hotel in Las Vegas vindt een ontploffing plaats van explosieven  geplaatst in een Tesla Cybertruck. De bestuurder van het voertuig komt om het leven, zeven anderen raken lichtgewond. De bestuurder was al in zijn hoofd geschoten voordat de explosie plaatsvond; bij zijn voeten lag een pistool. De politie gaat ervan uit dat hij zichzelf daarmee verwond heeft.[2]
- 1 – Rusland stopt met de doorvoer van aardgas door Oekraïne, nadat dit land had geweigerd het contract met Gazprom te verlengen. Vooral Tsjechië, Slowakije, Moldavië, Oostenrijk en Hongarije worden hierdoor getroffen. Slowakije dreigde ermee de elektriciteitsleveringen aan Oekraïne stop te zetten.[3]
- 6 – Simona Brambilla wordt benoemd tot prefect van het Dicasterie voor Instituten van Gewijd Leven en voor Gemeenschappen van Apostolisch Leven en is daarmee de eerste vrouwelijke leider van een departement van de Romeinse Curie.[4]
- 7 – In Californië breken grote bosbranden uit, die de rest van de maand zullen woeden.
- 9 – De staatsbegrafenis van de overleden Amerikaanse oud-president Jimmy Carter vindt plaats in Washington D.C.
- 19 – Een staakt het vuren gaat in tussen Hamas en Israël die tot 18 maart zal duren. Gijzelaars en gevangenen worden over en weer vrijgelaten in deze periode. Uit protest legt de uiterst rechtse minister van nationale veiligheid Itamar Ben-Gvir zijn functie neer.
- 20 – De inauguratie van de Republikein Donald Trump als de 47ste president van de Verenigde Staten vindt plaats, waarmee het presidentschap van Joe Biden ten einde komt. (Lees verder)
- 23 - In Thailand worden de eerste homohuwelijken voltrokken.
- 25 – In het Drents Museum in Assen wordt bij een kunstroof onder andere de Helm van Coțofenești gestolen, die het museum in bruikleen had van Roemenië.
- 28 – Miljoenenstad Goma in Oost-Congo is in handen gevallen van de M23-rebellen.[5]

### Februari
- 4 – Bij een schietpartij in Örebro, Zweden komen 11 mensen om, onder wie de dader.
- 7 – Het Russische leger claimt volledige controle over de Oekraïense stad Toretsk verkregen te hebben.
- 13 – In de Duitse stad München rijdt een man met zijn auto in op een demonstratie van een vakbond, waarbij twee mensen omkomen en minstens 39 mensen gewond raken. De dader is een Afghaanse asielzoeker.
- 23 – Bondsdagverkiezingen in Duitsland.
- 27 – De Koerdische leider Öcalan doet vanuit zijn Turkse gevangenis een oproep tot de PKK en alle verzetsgroepen om de wapens neer te leggen.
- 28 – In het Witte Huis zou een Grondstoffendeal ondertekend worden tussen de presidenten Trump en Zelensky, maar de ontmoeting ontaardt in een openlijke ruzie.[6]

### Maart
- 16 – In Valkenburg stort de Wilhelminatoren in. Er vallen geen slachtoffers.[7][8]
- 27 – In Amsterdam vindt een steekpartij plaats. Er vallen vijf gewonden. De politie gaat ervan uit dat de verdachte uit terroristisch oogmerk handelde.[9]
- 28 – Myanmar wordt getroffen door een krachtige aardbeving. Meer dan 5300 mensen komen om het leven.
- 29 – Een gedeeltelijke zonsverduistering is te zien in noordwestelijk Afrika, Europa en noordelijk Rusland (zie ook: Zonsverduisteringen van 2021 t/m 2030).

### April
- 1 –  De Caribische gulden vervangt de Antilliaanse gulden op Curaçao en Sint-Maarten.
- 3 – Op de Dam in Amsterdam ontploft een auto voor het Nationaal Monument. De bestuurder overlijdt enkele dagen later aan zijn verwondingen. De politie gaat uit van opzet.[10]
- 3 – President Trump noemt deze dag "Liberation Day" (“Bevrijdingsdag”), en kondigt een hele reeks "wederkerige" importheffingen aan.
- 8 – Meer dan 200 mensen komen om bij de instorting van het dak van nachtclub Jet Set in Santo Domingo.
- 13 – In Osaka begint Expo 2025, de 36e universele wereldtentoonstelling. Het evenement duurt tot en met 13 oktober.
- 21 – Paus Franciscus overlijdt op 88-jarige leeftijd. [11]
- 22 –  Vijf gewapende militanten plegen een aanslag in Jammu en Kasjmir, waarbij 26 mensen omkomen en meer dan 20 anderen gewond raken.
- 26 – In Vaticaanstad vindt de uitvaartmis van Paus Franciscus plaats. Namens België zijn koning Filip en koningin Mathilde, en premier Bart De Wever aanwezig, namens Nederland premier Schoof en minister Veldkamp.
- 26 – In Doetinchem wordt Koningsdag een dag eerder gevierd, namelijk op zaterdag. Koning Willem-Alexander viert dan zijn 58ste verjaardag. De festiviteiten daar worden een uur later gestart dan gepland, in verband met de begrafenis van Paus Franciscus.[12]
- 28 – Grote stroomstoring op het Iberisch Schiereiland. Het vasteland van Portugal en Spanje wordt getroffen en de stroomvoorziening valt urenlang uit. Er vallen 5 doden als gevolg van de stroomuitval.
- 30 – De Grondstoffendeal tussen Oekraïne en de Verenigde Staten wordt in Washington ondertekend.

### Mei
- 7 – Start van het conclaaf ter verkiezing van een opvolger van de op 21 april overleden paus Franciscus.
- 8 – De Amerikaan Robert Prevost wordt gekozen tot 267e paus. Hij kiest de naam Leo XIV.[13]
- 12 – De Koerdische militante beweging PKK besluit zichzelf op te heffen en de wapens neer te leggen.
- 13 t/m 17 –  In de Zwitserse stad Bazel vindt 69ste editie van het Eurovisiesongfestival plaats. Oostenrijk wint het festival voor de 3e keer in de geschiedenis.
- 18 – In Vaticaanstad vindt de inauguratiemis van paus Leo XIV plaats. [14]
- 18 – Het Israëlisch leger start met een nieuw grondoffensief in Gaza

### Juni
- 1 – Bij de Oekraïense Operatie Spinnenweb zijn 13 Russische Strategische Bommenwerpers vernietigd. Het gaat om de Toepolev-22 en de Toepolev-95. Bij deze aanval zou 34% van de Russische strategische bommenwerpervloot geraakt zijn en zou er gebruik zijn gemaakt van 117 FPV-drones die tot diep in Rusland zijn gesmokkeld.[15]
- 3 – Geert Wilders besluit met zijn partij de PVV uit de coalitie te stappen. Daardoor viel later op de dag ook het kabinet-Schoof.
- 3 – Oekraïne voert een derde aanval uit op de Krimbrug. Vroeg in de ochtend explodeerde 1.100 Kg aan explosieven die onder water aan de brugpijlers zijn vastgemaakt. De SBU claimt deze aanval.[16]
- 9 – Na dagenlange hevige protesten in Los Angeles tegen migratiedienst ICE heeft president Donald Trump beslist om, bovenop de aanwezige 2000 leden van de Nationale Garde, nog eens 2000 leden en 700 Mariniers te sturen.[17]
- 9 – In het Zuidfranse Nice opent de derde VN-Oceaanconferentie.
- 10 – Bij een schietpartij op een school in de stad Graz zijn 11 mensen om het leven gekomen. De dader, een oud-leerling, ging in 2 klassen binnen en schoot daar op leerlingen en leerkrachten. Daarna ontnam hij zichzelf het leven.[18]
- 12 – Air India-vlucht 171, uitgevoerd met een Boeing 787-8 Dreamliner, verongelukt in bewoond gebied vlak na vertrek van de luchthaven in Ahmedabad. Het toestel was op weg naar London Gatwick Airport met 242 mensen aan boord. Er is één overlevende passagier, op de grond verliezen 24 mensen het leven.[19]
- 13 – Israël start een preventieve aanval genaamd "Operatie Rijzende Leeuw" op Iran dat volgens Israël bijna een kernwapen gereed had. Iran reageert en gevolg is een korte, 13 dagen durende, oorlog tussen Israël-Iran.
- 24 t/m 25 – In de World Forum, Den Haag vindt de NAVO-top plaats. Het is de eerste keer sinds de oprichting van de NAVO in 1949 dat Nederland een NAVO-top organiseert.

### Juli
- 6 – 17de bijeenkomst van de BRICS-landen in Rio de Janeiro, Brazilië
- 13 – In Zuid-Syrië vinden meerdere gewelddadige confrontaties plaats tussen gewapende Druzen- en Bedoeïenengroepen.
- 16 – Israëlische luchtaanvallen raken doelwitten in Damascus als gevolg van het conflict in Zuid-Syrië.
- 21 – Een F-7 BGI jachtvliegtuig van de Bangladese luchtmacht stort neer op een school in Dhaka, waarbij 31 mensen om het leven komen, onder wie de piloot.[20]
- 24 t/m 27 – Een escalatie in het grensconflict tussen Thailand en Cambodja, beide landen wisselen aanvallen uit, waaruit 35 doden bevestigd zijn. [21]
- 28 – Thailand en Cambodja gaan akkoord met een wapenstilstand aan hun omstreden grens. De wapenstilstand is voornamelijk te danken aan de bemiddeling van Maleisië en de Maleisische premier Anwar Ibrahim.
- 30 – Zeebeving in Kamtsjatka.

### Augustus
- 5 – In Genève overleggen 175 landen over een Wereldwijd verdrag over plasticvervuiling.
- 9 – Armenië en Azerbeidzjan tekenen in Washington een intentieverklaring, als eerste opstap naar een definitief vredesakkoord.
- 11 – Een groot datalek van het bevolkingsonderzoek waarbij bijna een half miljoen Nederlanders betrokken zijn wordt bekendgemaakt
- 15 – Topontmoeting tussen Rusland en de Verenigde Staten in 2025 in Alaska.
- 20 t/m 24 – Op het IJ vindt de Sail Amsterdam 2025 plaats.

### September
- 21 – Er is een gedeeltelijke zonsverduistering te zien in de zuidelijke Stille Oceaan, Nieuw-Zeeland en het zuidpoolgebied.
- 30 – Stopzetting van de AOL dial-up service (telefoonmodem).

### Oktober
- 3 – Groothertog Henri van Luxemburg doet afstand van de troon, ten gunste van zijn oudste zoon Guillaume.
- 29 – In Nederland worden de Tweede Kamerverkiezingen gehouden.

### November
- 4 – In de Verenigde Staten vinden er verkiezingen plaats, onder andere voor vrijgekomen zetels in het Congres, voor twee gouverneurs en talrijke burgemeesters, waaronder in New York.

## Sport
- De Zuidoost-Aziatische Spelen van 2025 zullen plaatsvinden in een nog bekend te maken stad in Thailand.
- Canada en de Verenigde Staten zijn de gastlanden van het wereldkampioenschap rugby league 2025.
- De wereldkampioenschappen wielrennen zullen in 2025 plaatsvinden in Rwanda.
- Het Europees kampioenschap voetbal vrouwen 2025 vindt plaats in Zwitserland.
- Het Wereldkampioenschap handbal vrouwen 2025 zal plaatsvinden in Duitsland en Nederland.
- De Wereldkampioenschappen atletiek van 2025 zal plaatsvinden in Tokio, Japan.